# Solidosagatta planctonis
Solidosagatta planctonis är en djurart som tillhör fylumet pilmaskar, och som först beskrevs av Julius Steinhaus 1896.  Solidosagatta planctonis ingår i släktet Solidosagatta och familjen Sagittidae. Inga underarter finns listade i Catalogue of Life.